# Ann Ward
Ann Ward (sinh năm 1991) là một người mẫu Mĩ, được biết đến với tư cách là người chiến thắng của cuộc thi America's Next Top Model, Mùa thi 15.

## Tiểu sử

### Cuộc sống đời tư
Ann Ward sinh ra tại Dallas, Texas, Mĩ. Cô tốt nghiệp tại trường Prosper High School ở Prosper, Texas vào năm 2009. Trong thời gian đi học, cô bị mọi người khinh thường, trêu chọc vì có một thân hình "mình dây" và cao gồ ghề, khiến cô trở thành một người hay tự ái.

### America's Next Top Model
Vào năm 2010, Ward xuất hiện trên chương trình America's Next Top Model, Mùa 15 của đài CW Network, cô là cô gái khác biệt nhất trong 13 cô gái còn lại. Vì thế, cô lập tức bị phân biệt với chiều cao 1,88m của cô. Khi casting, người xem đã bị sốc khi J. Alexander (một trong các giám khảo) đã lấy bàn tay của mình và ôm eo của Ann. Lần đầu gặp Ann, người dẫn chương trình Tyra Banks đã nói, "There's something about her that I like!" (Cô ấy có điểm gì đó khiến tôi thích thú!) Trong một đoạn quảng cáo cho chương trình America's Next Top Model, rất nhiều lời chỉ trích đã được đưa ra với siêu mẫu lừng danh này. Dư luận cho rằng Tyra đang cố tình quảng bá cho một hình ảnh yếu ớt, gây ảnh hưởng xấu tới giới trẻ. Tyra sau đó đã đưa ra lời xin lỗi tuy nhiên cũng khẳng định rằng với một thân hình quá cao và mảnh khảnh.
Trong chương trình, Ward đã lập nên kỉ lục thì sinh giành được bức ảnh đẹp nhất năm tuần liền, khiến những thí sinh khác bị lu mờ. Trong suốt cuộc thi, Ann lộ rõ sự nhút nhát và kì quặc của bản thân, gây khó khăn khi cô thực hiện những thử thách của chương trình.
Trong tập cuối cùng, Ward và thí sinh Chelsey Hersley được quay quảng cáo cho hãng mĩ phẩm CoverGirl và trình diễn tại buổi lễ thời trang của Roberto Cavalli. Đến thời điểm đó, Ward vẫn chưa thắng bất kì một thử thách nào của chương trình, ngược lại, Hersley đã thắng ba lần. Cuối cùng, Ward đã đánh bại Hersley và được trở thành người chiến thắng thứ 15 của chương trình America's Next Top Model. Cô được ký hợp đồng người mẫu với IMG Models, một hợp đồng quảng cáo với nhãn hiệu CoverGirl và bìa trên tạp chí Beauty In Vogue, cùng việc giới thiệu trên tạp chí Vogue Italia và Beauty In Vogue, cô còn được quảng bá trên trang chủ chính thức của báo Vogue Italia, Vogue.it. Sau khi công bố, Ann đã bật khóc, nhiếp ảnh gia Nigel Barker đã an ủi cô, "Guess what? You're not normal. You're 'America's Next Top Model.'"(Đoán xem nào, bạn không bình thường, bạn là Siêu mẫu Mĩ)
Ward là thí sinh cao nhất chiến thắng và là người đầu tiên đến từ Texas, Mĩ. Cô sẽ được xuất hiện trên bìa Beauty In Vogue và có được một bài viết trên tạp chí Italia Vogue  ra mắt vào tháng 3 năm 2011
Hiện tại, Ann và Jane (Top 4 AMNT 15) đã ký hợp đồng với công ty IMG model ở thành phố New York.